# Guerra civil peruana de 1835-1836
La guerra civil peruana de 1835-1836 o también llamada "Guerra entre Salaverry y Santa Cruz" o Revolución de Arequipa de 1835 fue el antecedente que llevó a la creación de la Confederación Perú-Boliviana. El enfrentamiento surgió debido a la inestabilidad política del Perú luego del golpe de Estado de Felipe Salaverry, a quien Luis José de Orbegoso había nombrado Inspector del Ejército; así, Orbegoso, presidente en funciones del Perú, atosigado por la rebelión salaverrista, auspició la invasión boliviana de Andrés de Santa Cruz, que desató una reacción, tanto en Chile como en Argentina, que propició la declaración de la guerra contra el establecimiento de la Confederación Perú-Boliviana.
Ocurrieron enfrentamientos en: Cobija, en donde Felipe Salaverry tomó el puerto; en Yanacocha (Cuzco), en donde Santa Cruz venció a Agustín Gamarra; en Uchumayo (Arequipa), en donde Salaverry venció a Santa Cruz; en Socabaya (Arequipa), en donde Santa Cruz venció a Salaverry.
En esta contienda murió Salaverry, autoproclamado Presidente de Perú, fusilado en la plaza de Arequipa. Tras su muerte, empezó de facto la confederación de Santa Cruz.
Santa Cruz denominó a este conflicto como la "Campaña de Pacificación del Perú". Varios historiadores bolivianos, con el paso de los años, lo han llamado "Invasión boliviana del Perú".
Salaverry lo denominó "Guerra de la Segunda Independencia del Perú". En la historia peruana el conflicto ocurrió entre Orbegoso, con el apoyo de Santa Cruz, y Salaverry con el apoyo de Gamarra. El historiador Jorge Basadre nombró al conflicto "Campaña de Salaverry contra Santa Cruz".

## Guerra interna en el Perú
En el Perú se vivía épocas de guerra interna entre diferentes caudillos como Pedro Pablo Bermúdez y Agustín Gamarra contra Luis José de Orbegoso y Felipe Salaverry.
En 1835, alegando la acefalia en que había quedado el poder a causa del viaje del presidente provisional Luis Orbegoso al sur, el general Felipe Salaverry se autoproclamó como Jefe Supremo de la República desconociendo a Orbegoso el 23 de febrero de 1835. Orbegoso, se había trasladado al sur del Perú, después de derrotar a Bermúdez para visitar la provincia de Arequipa que le había dado su apoyo incondicional en la guerra civil, que ganó cuando después del Abrazo de Maquinhuayo, el bermudista José Rufino Echenique se pasó al bando enemigo y terminó con la guerra. Orbegoso le pide una vez más apoyo a Andrés de Santa Cruz, presidente de Bolivia, esta vez para derrocar el gobierno de Salaverry.
Santa Cruz también se alarma del poder Salaverry por lo que planea invadir el Perú para derrocarlo, ya que Orbegoso no podría enfrentarse a Salaverry.

## Ideas de la unión del Perú y Bolivia
En 1827, Simón Bolívar se retira del Perú y deja presidente del Consejo de Gobierno del Perú a Santa Cruz. Pero el congreso del Perú elige a José de La Mar como presidente y a Santa Cruz como ministro en Chile. De regreso de Chile, Santa Cruz arriba a Arequipa y deja comisionados que promuevan la unión de Cuzco, Arequipa y Puno, como un estado federado a Bolivia.
En Bolivia había ascendido al gobierno Andrés de Santa Cruz quien impulsó una serie de medidas reformistas, logrando el progreso de su país. Santa Cruz era el propulsor de una confederación con el Perú por lo cual obtuvo partidarios en el Perú, así como en el resto de América.
En el sur del Perú, Orbegoso recoge las opiniones favorables a la confederación que promovía Santa Cruz y aceptó de un modo indirecto la confederación, requiriendo un congreso para resolverlo. Gamarra se encontraba en Bolivia.
Santa Cruz era partidario de una confederación de tres estados: Nor-Peruano, Bolivia y Sud-Peruano. Gamarra era partidario del retorno del Alto Perú como parte del Perú, siendo Gamarra su gobernante y la bandera del Perú la única del estado.
Santa Cruz, conocedor de las propuestas de Gamarra y la posibilidad volverse contra él, trató con Gamarra y Orbegoso separadamente la unión de las dos repúblicas. A Orbegoso le entrega armas, municiones y dinero para que pasara a Puno, donde el coronel peruano Manuel Lopera le entregó su división. Si fuese necesario Santa Cruz apoyaría a Gamarra con tropas bolivianas.

## Las acciones de Gamarra y Salaverry
Gamarra llega a Puno el 17 de marzo de 1835 y decide acoger los pedidos del ejército y el pueblo de Puno para declararse gobernante, así marcha al Cuzco. Allí logra la adhesión de la división Lopera que era enviada por Orbegoso para combatirlo, pero apoyó a Gamarra. Gamarra debía enfrentarse a Orbegoso y Salaverry para controlar el Perú. Gamarra desconocía de los tratos entre Santa Cruz y Orbegoso.
Enterado Salaverry, de los tratos de Gamarra con Santa Cruz para unir el Perú y Bolivia, envía a la división Larenas para combatir a Gamarra. Gamarra los convence para uníserles a su causa y consiguió dominar el Perú desde Apurímac hasta Puno proclamándose Jefe Supremo del Estado Central. 
Luego Salaverry conoce de la invasión boliviana al Perú, por lo que se preparó para una "Nueva Guerra de Independencia". 

I.— Que el ejército boliviano violando la fé de los tratados y sin previa declaración de guerra ha invadido el territorio de la República.
II.— Que su invasión no sólo tiende a intervenir en nuestros negocios domésticos, sino a saciar las antiguas, notorias e incansables aspiraciones de un extranjero obstinado en atizar la discordia y fomentar la sedición para avasallar al Perú y disponer de él en provecho suyo y de sus cómplices.

Decreto:

Art. 1°— Se declara la guerra a muerte al ejército boliviano que ha invadido el Perú y a cuantos le auxilien en la inicua empresa de conquistarlo.
Felipe Santiago Salaverry, Presidente del Perú, 8 de julio de 1835.

La presencia de tropas bolivianas en territorio peruano alarmó a Gamarra, que por esos recogía las proposiciones que Bujanda y Felipe Pardo le hacían en el Cuzco para reconocer a Salaverry, ya que Andrés de Santa Cruz también había acordado con Orbegoso la unión de ambas repúblicas.
Santa Cruz, que conocía del acercamiento de Gamarra con Salaverry, llama a Gamarra a una conferencia en Sicuani. Gamarra acepta, pero envía en su lugar a Miguel de San Román. Los partidarios de Santa Cruz lo apresan creyendo que era Gamarra. Descubierto Santa Cruz apura su paso hacia el Cuzco el 18 de julio.
Gamarra, abandonado por Santa Cruz, decide unirse a Salaverry. El 28 de julio de 1835, Gamarra y Salaverry acuerdan combatir a Santa Cruz, Gamarra reconoce a Santa Cruz Jefe Supremo del Perú y convino en cederle el mando político y militar y aun abandonar el territorio peruano. Convino también en no atacar ni dejarse atacar por Santa Cruz y en retirar sus tropas hacia el Norte, para unirlas a las de Salaverry que avanzaba hacia el Sur por el camino de Jauja y Ayacucho, ya que el ejército de Santa Cruz era numeroso.

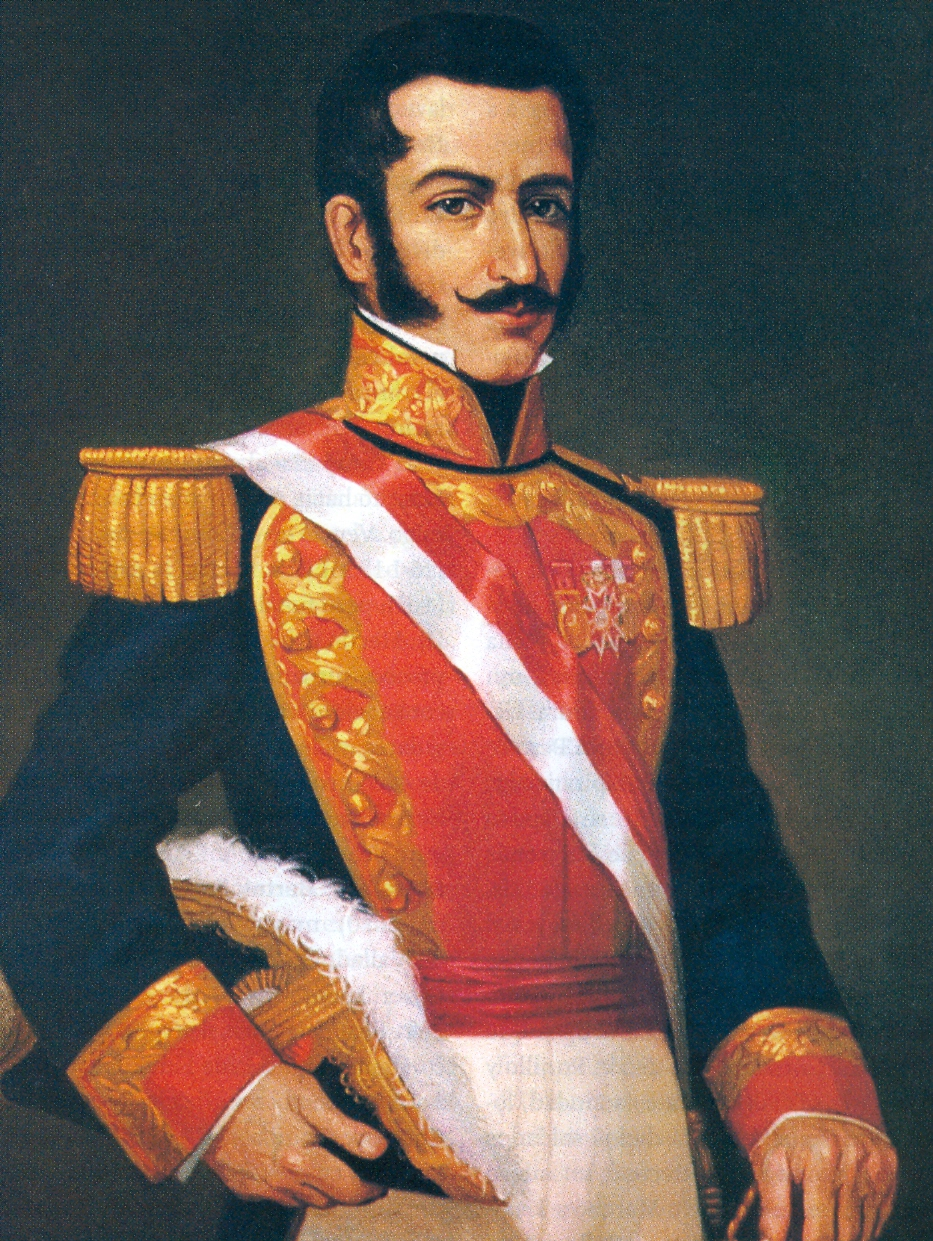
Felipe Salaverry
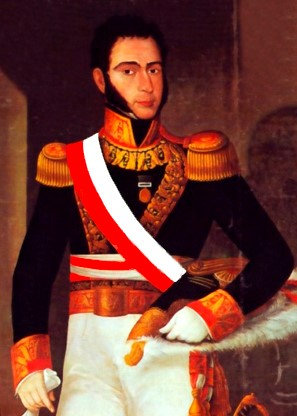
Luis José de Orbegoso
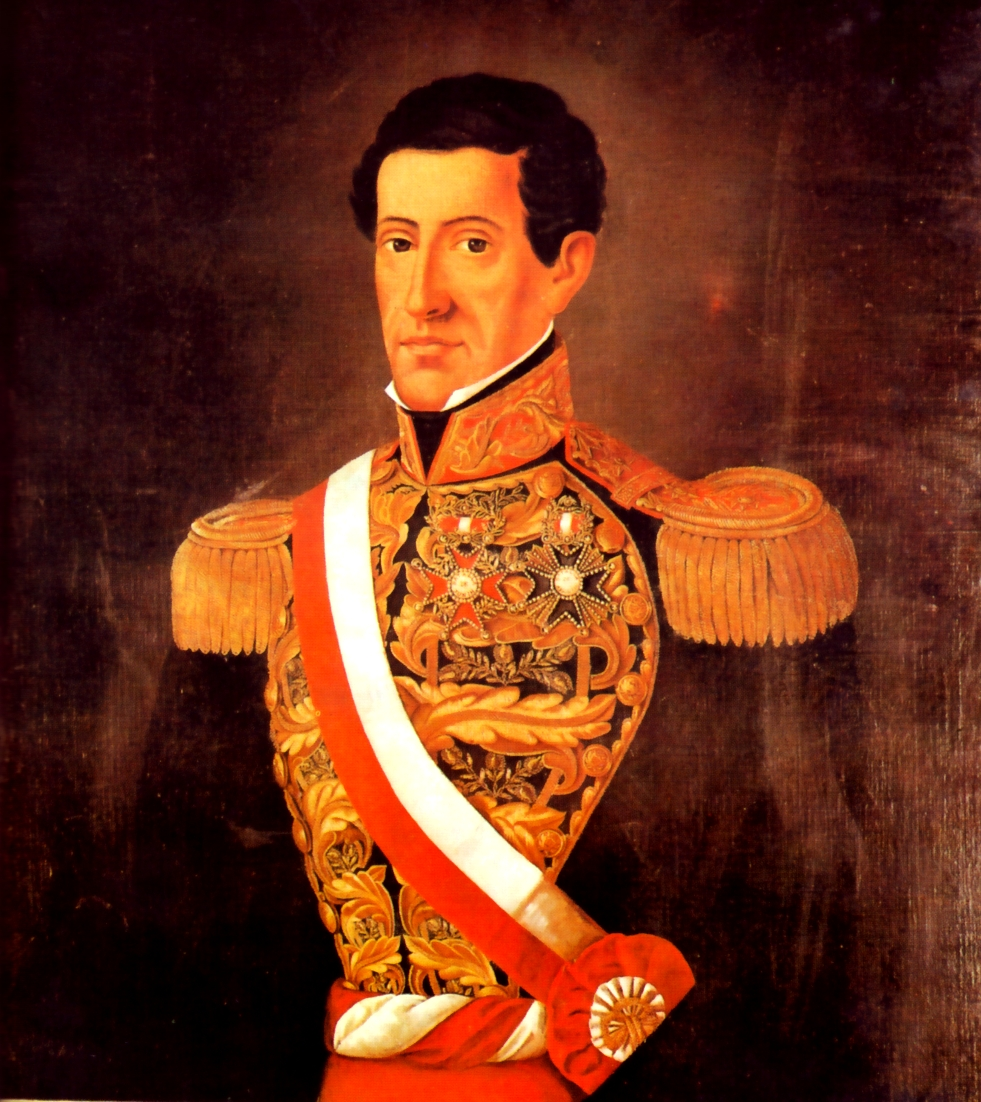
Agustín Gamarra
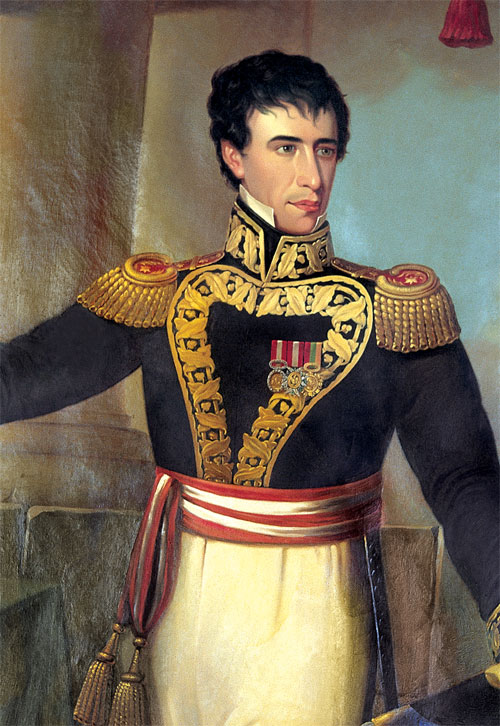
Andrés de Santa Cruz

## Las acciones de Santa Cruz y Orbegoso

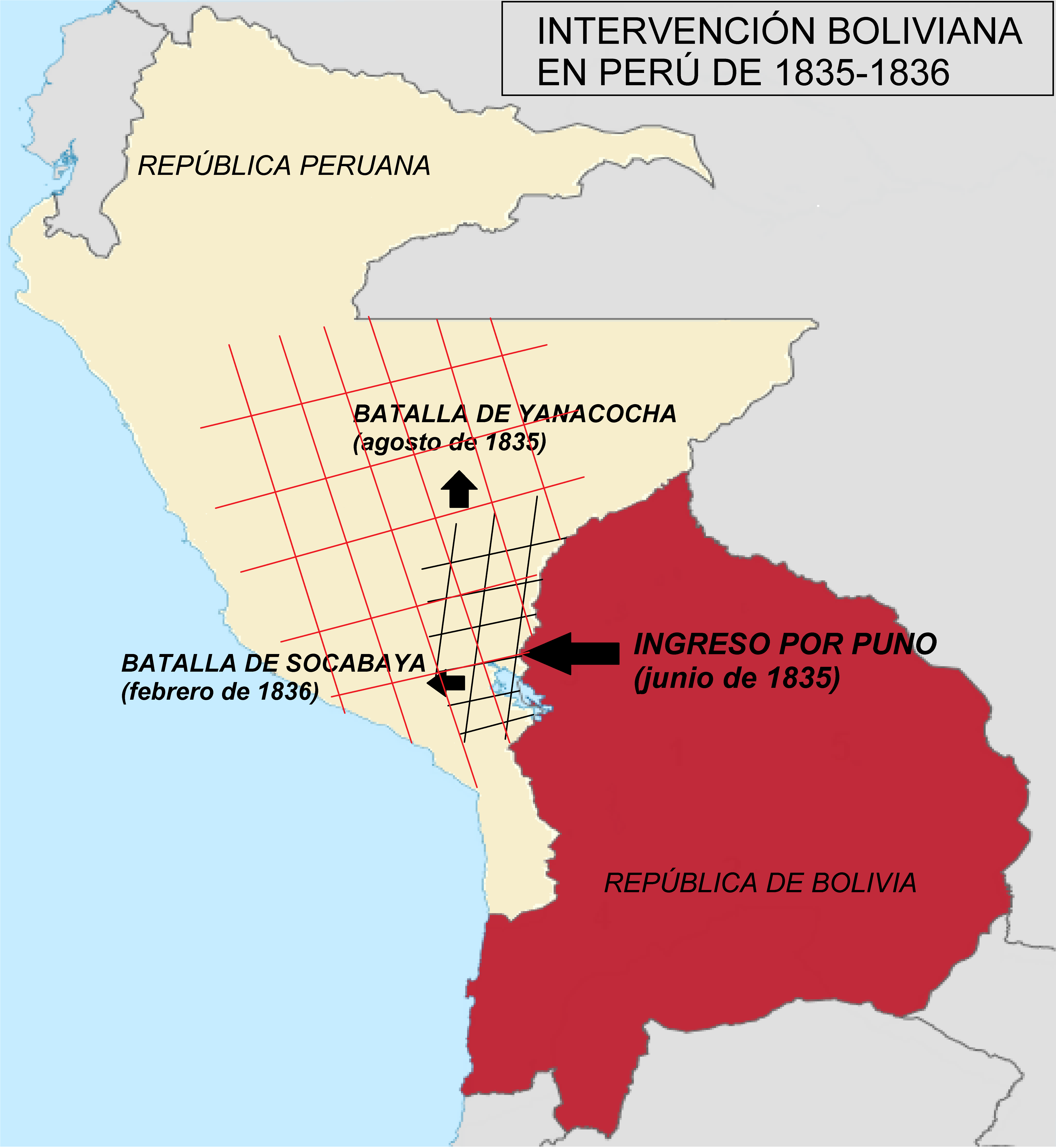
Intervención boliviana en Perú de 1835-1836, durante la guerra civil peruana entre Salaverry y Orbegoso.

El biógrafo Manuel Bilbao, considera que la situación del Perú era mala, cuando Salaverry en enero de 1835 se proclamó Jefe Supremo. Su consolidación en el poder alarmaron a Santa Cruz, quien al ver la situación de Orbegoso y Gamarra encontró los medios que buscaba para realizar su invasión. Asilado Gamarra en Bolivia convino en formar del Perú y Bolivia una sola nación reuniendo el Alto Perú con el Perú los que serían gobernados por una sola persona. Santa Cruz, que conocía muy bien a Gamarra y que tuvo preocupación de que le disputará la jefatura de esta unión si vencía a Salaverry, conjuntamente trató también con Orbegoso para así frenar a Gamarra. Santa Cruz le entregó a Orbegoso armas, municiones y dinero para que pasara a Puno, donde Lopera le entregó su división. Por otro lado a Gamarra le prometió auxiliarlo con sus tropas.
De acuerdo con el Presidente de Bolivia, Gamarra, sin reconocer el gobierno de Orbegoso, marchó al Cuzco con el propósito de atacar la división Larenas, enviada al Sur por Salaverry. Larenas fue traicionado, y Gamarra, mediante la adhesión de las tropas de aquel jefe, consiguió dominar el Perú desde el Apurímac hasta Puno. Orbegoso, que no se movió de Arequipa, que contaba con poca fuerza y que vio en peligro su gobierno, solicitó el auxilio extranjero de Santa Cruz. 
El 15 de junio de 1835 se firmó en La Paz el tratado entre el presidente Santa Cruz y el general Anselmo Quiroz representante de Orbegoso por el cual se autorizaba que Santa Cruz pasase con su ejército al Perú, en cuyo caso obtendría el mando superior militar sobre las fuerzas unidas del Perú y Bolivia. Este fue el punto principal que causó las desavenencias entre Ramón Castilla y Orbegoso.
Mediante el tratado, Bolivia se comprometió a restablecer con el auxilio de sus tropas el orden y la pacificación del Perú, antes de que el pacto fuese ratificado, la vanguardia del ejército boliviano ocupó Puno donde Santa Cruz se entrevistó con el presidente Orbegoso quien el 8 de julio por una nota datada en Vilque trasmitió todas las facultades extraordinarias para que el presidente de Bolivia se ocupáse de todo lo concerniente a la organización y mando del Ejército Unido.
El general Santa Cruz contestó a Orbegoso lo siguiente:

"He tenido la honra de recibir vuestra carta de ocho del presente, en la cual me trasmitis la autoridad superior militar sobre el ejército peruano, conforme al tratado celebrado en la ciudad de La Paz y también la autoridad política, con todas vuestras facultades en el territorio que ocupe el Ejercito Unido".
General Andrés de Santa Cruz. Carta del 10 de julio de 1835 a Orbegoso.

Gamarra se encontraba oyendo las proposiciones de unirse con Salaverry y desconocer a Santa Cruz. Puesto que el ejército de Santa Cruz avanzaba sobre el Cuzco y que Orbegoso había sido designado para gobernar el Estado Sud-Perú, Gamarra se consideró engañado y reconoció la autoridad de Salaverry

## Batalla de Yanacocha
Las fuerzas de Gamarra marchaban a encontrarse con la de Salaverry, y a pesar de los consejos que sus propios oficiales le recomendaron no enfrentar a Santa Cruz, desobedeció las órdenes de Salaverry y decidió enfrentarse a Santa Cruz. 
Gamarra creía que si perdía la batalla no perdía nada ya que había convenido con el representante de Salaverry en retirarse del Perú. También cabía la posibilidad de vencer a Santa Cruz, que a marchas forzadas trataba de alcanzarle, y con nuevas tropas, derrotar a Salaverry para controlar todo el Perú y gobernar de esta manera el Perú y Bolivia. 
Gamarra contaba con 2600 soldados armados, 200 caballos y 4 cañones. Lopera ataca el centro boliviano el cual controla, retirándose los bolivianos del sector. Por otro lados los bolivianos ocupan completamente el ala derecha peruana y Lopera regresa del centro sin municiones. Aquí termina la batalla de Yanacocha que significó la derrota de Gamarra.

Valor! ¡Valor! Heroicos defensores / de los derechos del Perú, que un día / la gratitud veréis de los peruanos / en sus pechos sensibles esculpida. / Vuestra sangre / fertilice estos campos / que ese cruel profanó. / ¡Muera el tirano!... ¡¡muera!! / de la victoria sea el pregón.
"Oración en la Batalla de Yanacocha". Poema de Miguel W. Garaycochea 

Gamarra se retiró hacia Ayacucho y después a Lima, y por rumores que indicaban un alzamiento de Gamarra contra Salaverry, Gamarra fue tomado prisionero y poco después desterrado a Costa Rica. Salaverry no lo fusila más bien expresa que "Gamarra merece la muerte, pero conozco que si el país se pierde, si yo muero, él es el único en emprender la emancipación del Perú", lo cual sucedería en la Segunda Campaña Restauradora.
Salaverry luego decreta el "Estado de Guerra" en el Perú el 12 de septiembre de 1835.

## Toma de Cobija
Para combatir a Santa Cruz, Salaverry prepara su ejército y el 4 de septiembre salen del Callao, a bordo de las naves Libertad y Limeña, 260 hombres al mando del coronel José Quiroga a tomar el puerto boliviano de Cobija. Salaverry se traslada a Ica para enfrentar la guerra, en Lima se crea una junta de gobierno el 12 de septiembre al mando de Agustín Gamarra, quien ya que se encontraba desterrado en Costa Rica es reemplazado como responsable del gobierno por el general Salas. Quiroga desembarca en Mejillones el 28 de septiembre y el 24 de septiembre se enfrenta a la guarnición boliviana al mando del coronel Gaspar Aramayo en Cobija. Quiroga vence en el enfrentamiento, embarcando los suministros y armamentos que encontró. Después de liberar a los prisioneros, deja Cobija y llega a Pisco el 6 de octubre donde lo espera Salaverry.

## Movimientos de los ejércitos
La acción de Yanacocha dio a los bolivianos la posesión del Cuzco y de Ayacucho. Santa Cruz disponía de 8000 veteranos, 4000 de los cuales ocupaban ya el Perú. Salaverry reunió 3500 hombres. Confiando en la calidad de ellas más que en su número, tomó la resolución de situarse en Ica y desde allí operar personalmente contra el ejército invasor que ya había situado su cuartel general en el Cuzco y que tenía su vanguardia, a las órdenes de José Trinidad Morán, en Huancavelica. 
Siendo escasas las fuerzas de Morán y su intención la de avanzar hasta Jauja, Salaverry decide enfrentarlo. Para realizar su plan, movilizó al General Valle por Cañete, Lunahuaná y Viñas; destacó a los Coroneles Ríos y Montoya por Huamaní, y él, con el resto de las fuerzas, avanzó sobre Ayacucho para interceptar a Morán. Se produjeron enfrentamientos parciales a lo largo del río Pampas el 9 de noviembre en Ninabamba y el 23 de noviembre en Ananta. Morán decide retirarse al sur y luego Santa Cruz con sus tropas avanza hacia Ayacucho.
Viendo Salaverry que Santa Cruz había abandonado el Cuzco y que avanzaba con todas sus tropas, adoptó distinto plan de campaña; dividió su ejército en tres cuerpos, los que debían en un tiempo dado reunirse en Arequipa. Juan Pablo Fernandini y Manuel Ignacio de Vivanco tomaron el camino por sobre los cerros de Parinacochas a Vitor, Salaverry por la costa a Pisco para reforzarse con las tropas de Medina, mientras que una pequeña división de 300 hombres a órdenes del Coronel Porras, quedó en la sierra como retaguardia observando los movimientos de Santa Cruz, y después debía unirse con el resto del ejército. Salaverry marchó a Lima en donde permaneció unos pocos días y pasando a Pisco se embarcó para Ocoña, el puerto de Vitor, cerca de Arequipa. 
Se suceden otros enfrentamientos. El 7 de noviembre el Combate de Ananta donde Quiroz partidario de Santa cruz se enfrenta a Lersundi partidario de Salaverry. El 9 de noviembre el Combate de Ninabamba donde José Ballivián se enfrenta a Salaverry.
Salaverry ordena al coronel Montoya y el general Valle junto a su tropa, marche rumbo a Iquique con el fin de dirigirse hacia Oruro. Pero Montoya y Valle no cumple su misión y regresan siendo apresados en Islay.
Morán recibió órdenes de contramarchar en dirección del río Pampas, y caer sobre la división de Porras, quien se retiró a Cangallo el 21 de noviembre, seguido muy de cerca. Le escasearon las provisiones y tuvo que rendirse, bajo condición de que se les respetase la vida a él y a todos los suyos. Santa Cruz ordenó su fusilamiento, pero Morán dijo que si se llevaba a cabo la orden, se retiraría del ejército. Por esta circunstancia se salvó Porras, y el 25 de noviembre de 1835 pasó Santa Cruz revista a sus tropas en Ayacucho.
Felipe Salaverry se unió a Fernandini en Siguas, y pocos días después con la caballería que había llegado a órdenes del Coronel Manuel de Mendiburu por los desiertos de la costa. El General Brown con las tropas bolivianas evacuó Arequipa y se retiró a Moquegua, Salaverry la ocupó el 31 de diciembre de 1835.
El 26 de enero ocurre el Combate de Gramadal donde el general Quiroz triunfa sobre el flanco de Salaverry.

## Orbegoso ocupa Lima
Después de la salida de Felipe Salaverry, Lima quedó en un estado de anarquía completa. La junta de gobierno y el Coronel Solar como jefe de las fuerzas no supieron actuar sin la dirección de Salaverry, entre la junta y Solar se disputaban protagonismo. Los miembros de la junta renunciaron sus puestos, y el coronel Del Solar se retiró a la fortaleza del Callao. Merodeaban Lima montoneros de raza negra al mando del caudillo León, bandoleros que cometieron fechorías en Lima y alrededores gritando en sus incursiones "Viva León, Viva Santa Cruz"; saqueando las casas de la ciudad, hasta que fueron detenidos por 150 extranjeros de los buques anclados en el Callao. 
El General Juan Francisco de Vidal que se había sublevado en Huacho contra Salaverry, entró a Lima el 30 de diciembre de 1835 y restableció la tranquilidad. El 8 de enero de 1836 llegó el presidente Orbegoso seguido del General Morán, con 600 hombres. Así fue como Salaverry perdió Lima el día antes de que entrara en Arequipa. Del Solar se rindió en el Castillo del Real Felipe, el día 21 de enero de 1836.

## Batalla de Uchumayo
Salaverry impuso una contribución de 100.000 pesos a los habitantes de Arequipa, y el servicio militar forzoso y obligó a los artesanos a que trabajasen para el ejército sin remuneración alguna. Con estas medidas, perdió toda su popularidad. Se estableció con su ejército en Challampampa, y al coronel Mendiburu lo nombró prefecto de la ciudad. 
Santa Cruz ordenó que todas sus tropas se concentrasen en Puno. El General Quiroz, con una división, rodeó la falda del volcán Misti cercana a la ciudad de Arequipa. 
Salaverry lo atacó aquí por uno de los flancos; pero Quiroz consiguió el fin que se proponía, cual era el de unirse con el grueso de las fuerzas bolivianas y aún le tomó algunos prisioneros, entre ellos el General Vivanco y una compañía íntegra. 
El presidente de Bolivia tenía 10000 hombres organizados en cuatro divisiones, mandadas respectivamente por los Generales Anglada, Brown, O'Connor y Ballivián. Marchó sobre Arequipa y la ocupó el 30 de enero de 1836, a las diez de la mañana. Salaverry a su aproximación se retiró de la ciudad. 
Salaverry formó a la entrada del puente, sobre el río Chili, unas trincheras, montándolas con dos cañones. Las tropas bolivianas marcharon de frente sin detenerse, contra los que defendían el puente, los enfrentamientos fueron constantes desde el 30 de enero hasta el 3 de febrero. Las tropas bolivianas fueron rechazadas. El tiroteo se mantuvo con bastante viveza por ambos lados. 
El General Cerdeña que formó trincheras con fardos de lana y animaba a los bolivianos con su ejemplo, avanzó sólo hasta cerca del puente; pero recibiendo un balazo en la boca, hubo que sacarlo del campo de batalla. Con esto terminó el combate por ese día. Al día siguiente, se renovó el combate a todo lo largo de la línea a orillas del río; luego Salaverry decide retirarse al pueblo de Uchumayo, como a veinte millas de Arequipa.
El 4 de febrero de 1836 Salaverry se enfrenta a Ballivián al cual vence en el puente de Uchumayo. Ballivián es herido y 500 soldados se desbandan del ejército boliviano. Tras la batalla una popular marcha militar del ejército restaurador hasta entonces conocida como "La Salaverrina" fue bautizada "Ataque de Uchumayo" conmemorando este hecho de armas, la misma que se haría muy popular en el ejército peruano siendo ampliamente utilizada durante la Guerra del Pacífico e incluso hoy en día.
El día 5 de febrero de 1836, a las ocho de la mañana, después de la batalla de Uchumayo, se presentó en el campamento peruano el Coronel Sagarnaga de parlamentario, e hizo propuestas para regularizar los procedimientos de la guerra y para el canje de prisioneros. Salaverry mandó felicitar a Ballivián y declaró que jamás estuvo en su ánimo hacer una guerra sangrienta, y que si en Lima él había declarado guerra a muerte fue por el modo como procedió Santa Cruz con los prisioneros tomados en la batalla de Yanacocha. Santa Cruz decide contramarchar hacia Arequipa.

## Batalla de Socabaya
Felipe Salaverry resolvió hacer una contramarcha por Congata, Tingo Grande y Socabaya, hacia las alturas de Paucarpata, para enfrentarse a Santa Cruz e impedir la comunicación con su base de operaciones en Puno. Al final de estos movimientos, Santa Cruz se adueña de las alturas del Paucarpata donde inicia el pueblo de Socabaya, mientras Salaverry se encontraba en la quebrada de Tingo. Por la mejor posición Santa Cruz vence a Salaverry en la batalla de Socabaya. Este resultado fue la sentencia de muerte para Salaverry, quien después fue fusilado.

Visto este proceso seguido por el consejo militar permanente contra los reos de rebelion Felipe Santiago Salaverry, Juan Pablo Fernandini, Gregorio del Solar, Miguel Rivas, Juan Cardenas...apruebo las sentencias de muerte pronunciadas contra los expresados reos Salaverry, Fernandini, Solar, Rivas, Cardenas....
Andrés Santa Cruz, 18 de febrero de 1836.

De facto, empieza la Confederación Perú-Boliviana, pero hasta la promulgación de la constitución no se organizaron sus instituciones correspondientes. En este conflicto se pueden observar los objetivos y propósitos del Mariscal Andrés de Santa Cruz, quien aprovechando la pacificación del Perú, inicia su proyecto de la Confederación.

## Epílogo
Salaverry es fusilado y Santa Cruz con Orbegoso crean la Confederación Perú-Boliviana. Gamarra vuelve de Chile junto a Manuel Bulnes, derrotan a Santa Cruz y Gamarra reunifica el Perú. Gamarra ya presidente del Perú marcha hacia Bolivia y muere en Ingavi. 